# 長谷部裕之
長谷部 裕之（はせべ やすゆき）は、日本のゲームクリエイター。

## 来歴・人物
スーパーファミコン時代にはファイナルファンタジーVIやスーパーマリオRPGなど、数々の名作ゲームのバトルデザインを担当。
ソニー・コンピュータエンターテインメント (SCE)より1999年発売のPlayStation用ソフト「レジェンドオブドラグーン」では、エンディネス大陸という架空の世界を舞台に神話レベルからの、ディスク４枚にも及ぶ重厚で壮大なストーリーを生み出し、独特の世界観を醸し出している。
そのストーリーは日本は元よりアメリカでも評価が高く、「プレイステーションソフトの現代にリメイクして欲しい作品」としてアンケートを取ると必ずと言っていいほど上位にランクインしており、さらに続編の話もあったが諸事情により開発が中止された経緯がある。
ただし続編に長谷部が関わっていたかは不明。

## 担当作品
- 半熟英雄 ああ、世界よ半熟なれ…!!：バトルデザイン
- ファイナルファンタジーVI：バトルプランナー
- スーパーマリオRPG：バトルデザイン
- レジェンド オブ ドラグーン：ディレクター、ストーリー&ゲームデザイン